# Egil Skallagrimsson
Egil Skallagrimsson (ou Egill Skallagrímson) (ca. 910 – ca. 990) foi um dos mais famosos, senão o mais famoso guerreiro berserker de todos os tempos, também como um escaldo (espécie nórdica de menestrel, também aportuguesado como  escaldo) da Era Viquingue. 
 Egil é um dos grandes anti-heróis das sagas islandesas. Na religião viquingue atual Ásatrú, há uma porção de devotos à Egil que o considera um verdadeiro herói e tem um dia para celebrá-lo, 9 de dezembro.

## Popularidade
Não sendo muito conhecido no mundo lusófono, Egil continua uma figura popular e tradicional na Escandinávia, especialmente na Islândia, tendo até mesmo uma cervejaria islandesa nomeada por si.  Também, há um talkshow na televisão islandesa de nome "Prata de Egill", nomeado a partir de um tesouro escondido de Egil Skallagrimsson (o nome este sendo também uma brincadeira com o nome do anfitrião, também Egill). Megas, uma banda islandesa bastante famosa no seu país de origem, também tem uma música intitulada "Egill's Silver", no seu primeiro álbum. Na SCA Barony of Adiantum, uma sociedade de recriação histórica do medievo, há o "Egil Skallagrimsson Memorial Tournament", torneio anual efetuado no feriado americano do Memorial Day.